# 山本圭右
山本 圭右（やまもと けいすけ）は、日本のギタリスト、作曲家、編曲家。尚美ミュージックカレッジ専門学校講師。

## 来歴・人物
1979年、デュオグループSKUNKでデビュー。その後PIPERとしてシングル5枚／アルバム5枚発表。BONZとしてミニアルバム発表。
ソロとして「Half Moon」（東映「極道の妻たち」挿入歌）「夏のシチュエイション」（宝酒造「缶チューハイ」CM）アルバム『Shot The Guitarist』（映画「ふうせん」挿入歌）、マツダ・ファミリア、ハウスとんがりコーン、ネスレ日本ブライト等を歌唱。村田和人、TM NETWORK、杉真理、矢沢永吉、江口洋介、藤井フミヤ、上田雅利等のサポートメンバーとして活動。

## ディスコグラフィー

### 企画盤
- Honey & B-Boys（村田和人、山本圭右、平松愛理、西司）『BACK TO FRISCO』（1987年）
- Jean & Gingers（村田和人、山本圭右、小板橋博司、吉川みき）『The Greatest Hits』（1998年）